# Center za psihodiagnostična sredstva
Na Centru za psihodiagnostična sredstva psihologi razvijajo, izdelujejo in posredujejo psihološke in druge sorodne merske pripomočke ter usposabljajo ljudi za njihovo uporabo. Poleg tega tudi izdajajo knjige s področja psihologije, psihološkega merjenja in sorodnih področij, izvajajo psihološka testiranja oz. preglede za podjetja, šole, posameznike ter tudi svetujejo s tega področja. 